# St. Wolfgang (Röppisch)

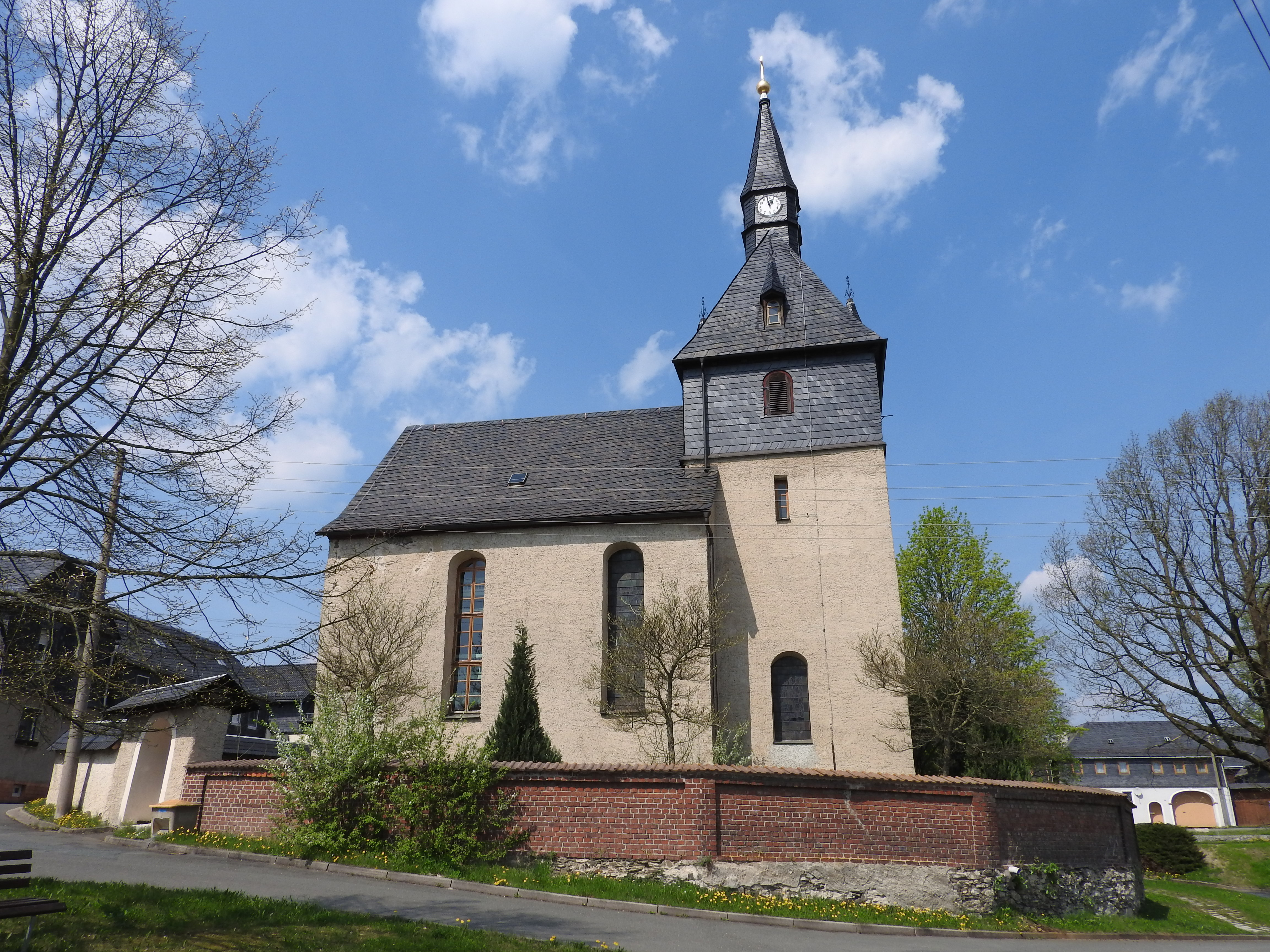
St. Wolfgang Röppisch

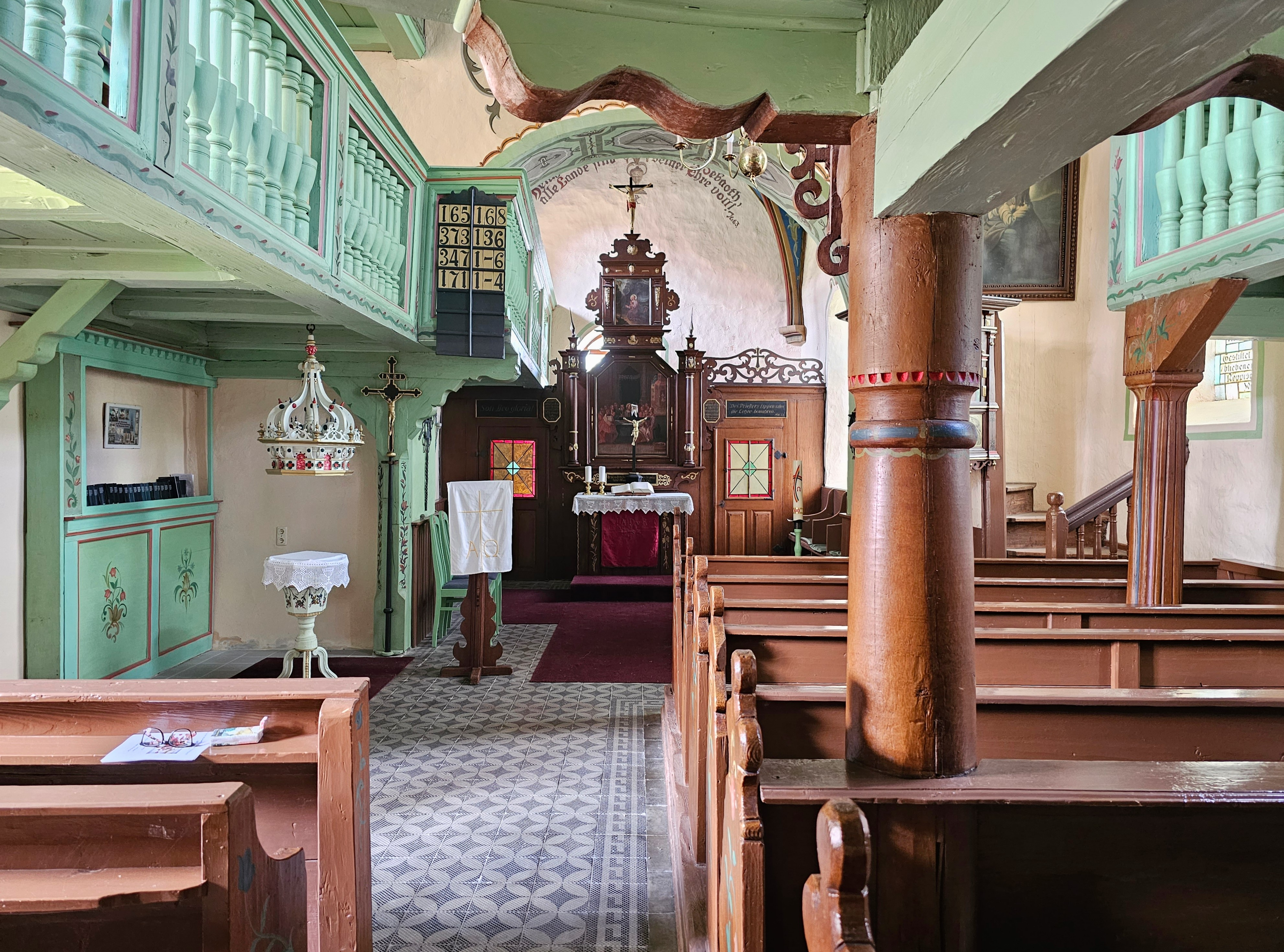
Innenraum (2023)

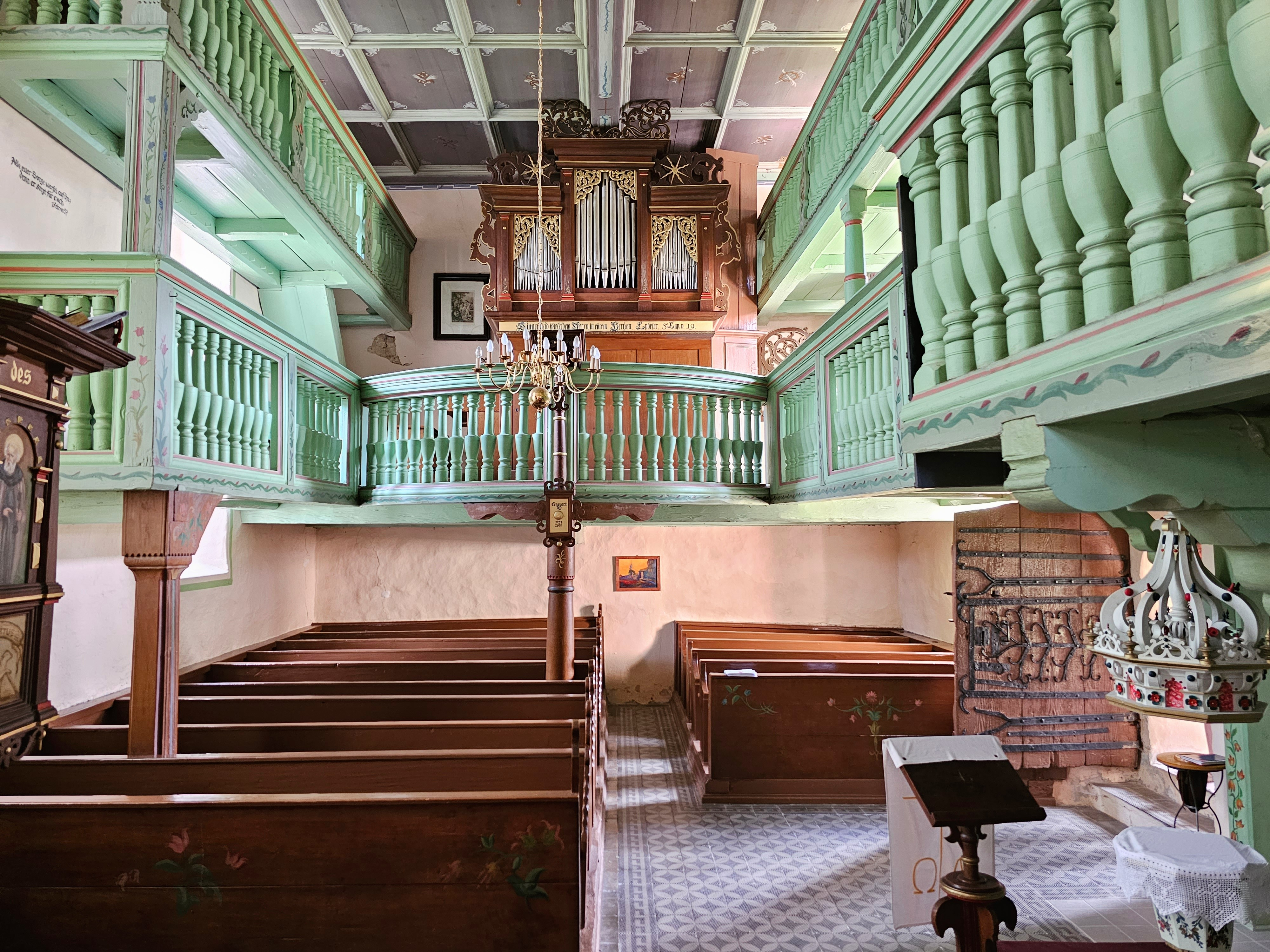
Innenraum, Blick zur Orgel

Die evangelisch-lutherische, denkmalgeschützte Kirche St. Wolfgang steht in Röppisch, einem Ortsteil der Stadt Saalburg-Ebersdorf im Saale-Orla-Kreis in Thüringen. Die Kirchengemeinde Röppisch gehört zum Pfarrbereich Zoppoten im Kirchenkreis Schleiz der Evangelischen Kirche in Mitteldeutschland.

## Beschreibung
Ein altes Bild zeigt das kleine Gotteshaus als trutzige Wehrkirche mit einem mächtigen Wachturm, 1533 wird das Gebäude als Kapelle bezeichnet. Die heutige Gestalt der spätromanischen Saalkirche mit Chorturm ist das Ergebnis eines Umbaus von 1681, der Barockisierung von 1711 und der Renovierung von 1888. Das Langhaus ist mit einem schiefergedeckten Satteldach bedeckt. Das ebenfalls schiefergedeckte oberste Geschoss des Turms hat rundbogige Klangarkaden, hinter denen 2 Kirchenglocken im Glockenstuhl hängen, die jüngere stammt von 1948. Bedeckt ist der Turm mit einem Pyramidendach, auf dem ein spitzer Helm sitzt. Der Innenraum hat zweigeschossige Emporen und ist mit einer Flachdecke überspannt. Den Chor bedeckt seit 1927 ein in Holz imitiertes Kreuzgewölbe. Zur Kirchenausstattung von 1678 gehört ein kleiner Altar in Formen der Renaissance, im Altarretabel mit dem Abendmahl Jesu, ferner eine Kanzel mit Bildern der vier Evangelisten und ein Taufbecken. Nachdem die Orgel von Otto Poppe aus dem Jahr 1927 in den 1990er Jahren unspielbar geworden war, befindet sich nun hinter dem alten Prospekt aus der Zeit um 1670 die Abstrahlung einer elektronischen Kisselbach-Orgel.